# 孙河地区
孙河地区是中华人民共和国北京市朝阳区下辖的一个地区办事处，同时保留孙河乡名称，其行政事务机构实行“一套人马，两块牌子”的体制，地区办事处与乡政府合署办公。中央军委政法委员会军事监狱位于此地。

## 行政区划
孙河地区共辖14个行政村，分别是：
孙河村、前苇沟村、后苇沟村、康营村、北东村、北西村、西店村、下辛堡村、上辛堡村、黄港村、李县坟村、雷桥村、沈家坟村、沙子营村。